# Bahnhof Freyung
Der Bahnhof Freyung ist eine Betriebsstelle der Bahnstrecke Passau–Freyung. Er liegt in der niederbayerischen Stadt Freyung im Landkreis Freyung-Grafenau und wird durch die Ilztalbahn betrieben.

## Geschichte
Der Bahnhof wurde 1890 bis 1892 als Endpunkt der Bahnstrecke Passau–Freyung (diese wird auch als Ilztalbahn bezeichnet) errichtet und ging mit der Eröffnung des Streckenabschnitts zwischen Röhrnbach und Freyung am 15. Oktober 1892 in Betrieb.
Im Jahr 1982 wurde der reguläre Personenverkehr eingestellt. Bis August 2002 befuhren diese Strecke noch Güterzüge und Sonderzüge. Seitdem war diese Strecke durch Hochwasserschäden nicht mehr befahrbar. Von August 2009 bis Juli 2011 wurde die Bahnstrecke durch die Ilztalbahn GmbH, unterstützt durch den Förderverein Ilztalbahn e. V. wieder befahrbar gemacht.
Am 16. Juli 2011 wurde der Bahnverkehr im Rahmen des Freizeitverkehrsprojektes Donau-Moldau wieder an Samstagen, Sonntagen und Feiertagen im Sommerhalbjahr aufgenommen. Seit 2014 besteht ein verdichteter Fahrplan mit sechs Zugpaaren zwischen Passau Hbf und Freyung.

## Hochbauten und Anlagen
Die 1892 erbauten Bahnhofs- und Nebengebäude sind Bruchsteinbauten, die beiden Obergeschosse des Hauptbaus sind in Ziegelmauerwerk ausgeführt. Die stichbogigen Fenster- und Türöffnungen sind in rotem Backstein gefasst. Seit 1999 ist der Freyunger Bahnhof in Privatbesitz. Das verfallene Gebäude wurde von 2000 bis 2002 aufwändig saniert und wird seither als Wohn- und Geschäftshaus genutzt.
Der Lokschuppen und eine Bedienstetenwohnung stehen unter Denkmalschutz (Nr. D-2-72-118-72). Die Beschreibung des Bayerischen Landesamts für Denkmalpflege lautet:

„Lokschuppen, Eingeschossiger Satteldachbau, Zyklopenmauerwerk mit Eckquaderungen und Ziegeleinfassungen, um 1890
Bedienstetenwohnung, zweigeschossiger Satteldachbau in Verlängerung des Lokschuppens, Zyklopenmauerwerk mit Eckquaderungen und Ziegeleinfassungen, um 1890.“

Der Lokschuppen hat keinen Gleisanschluss mehr.
Es gibt einen Zwischenbahnsteig.